# KNTV
KNTV est une station de télévision américaine située à San José (Californie) servant la Baie de San Francisco appartenant à NBC Universal et affiliée au réseau NBC.

## Histoire
KNTV a été lancé le 12 septembre 1955 en tant que station indépendante qui couvrait originellement la partie ouest entre Monterey (Californie) et San Francisco, son antenne était située à Loma Prieta, à 100 km au sud de San Francisco. Elle diffusait aussi des émissions de CBS, DuMont et NBC qui n'étaient pas diffusées par les stations locales de ces réseaux à San Francisco. En 1960, après avoir effectué des modifications pour couvrir principalement Montrey, elle s'est affiliée au réseau ABC.
En 1999, l'affilié ABC de San Francisco, KGO-TV, a donné une somme d'argent au propriétaire de KNTV pour ne pas renouveler leur affiliation au réseau ABC afin se s'approprier du marché de San José. Le 3 juillet 2000, KNTV s'est affilié au réseau The WB.
En 2001, l'affilié KRON-TV au réseau NBC depuis 1949, a été mis en vente, mais NBC s'est fait battre aux enchères d'acquisition. Le nouveau propriétaire de la station a refusé les nombreuses demandes de NBC, et a mis fin à son affiliation. Les propriétaires de KNTV ont approché NBC avec une offre qui a été acceptée. NBC a acheté la station en décembre 2001. L'affiliation avec NBC a débuté le 1er janvier 2002 à minuit.
En décembre 2004, KNTV emménage dans de nouveaux studios à San José, et en septembre 2005 elle diffuse en numérique à partir d'une antenne située sur le San Bruno Mountain, améliorant la réception à San Francisco.

## Télévision numérique terrestre
| Canal virtuel | Image | Ratio | Programmation                          |
| ------------- | ----- | ----- | -------------------------------------- |
| 11.1          | 1080i | 16:9  | Programmation principale KNTV / NBC HD |
| 11.2          | 480i  | 4:3   | Cozi TV                                |

Jusqu'au 20 décembre 2012, NBC California Nonstop était distribué en sous-canal numérique, qui a été remplacé par Cozi TV.
KNTV diffuse aussi un signal de télévision mobile sur le canal 11.1.